# Glaucomastix
Glaucomastix – rodzaj jaszczurek z rodziny tejowatych (Teiidae).

## Zasięg występowania
Rodzaj obejmuje gatunki występujące endemicznie w Brazylii. 

## Systematyka

### Etymologia
Glaucomastix: gr. γλαυκος glaukos „niebieskozielony”; μαστιξ mastix, μαστιγος mastigos „bat, bicz”.

### Podział systematyczny
Takson wyodrębniony ostatnio z Ameivula. Do rodzaju należą następujące gatunki: 
- Glaucomastix abaetensis
- Glaucomastix cyanura
- Glaucomastix itabaianensis[3]
- Glaucomastix littoralis
- Glaucomastix venetacauda